# Великденче (Тырговиштская область)
Великденче (болг. Великденче) — село в Болгарии. Находится в Тырговиштской области, входит в общину Омуртаг. Население составляет 355 человек (2022).

## Политическая ситуация
В местном кметстве Великденче, в состав которого входит Великденче, должность кмета (старосты) исполняет Мустафа Исмаилов Ахмедов (Движение за права и свободы (ДПС)) по результатам выборов.
Кмет (мэр) общины Омуртаг — Неждет Джевдет Шабан (Движение за права и свободы (ДПС)) по результатам выборов.